# Louis Ferreira

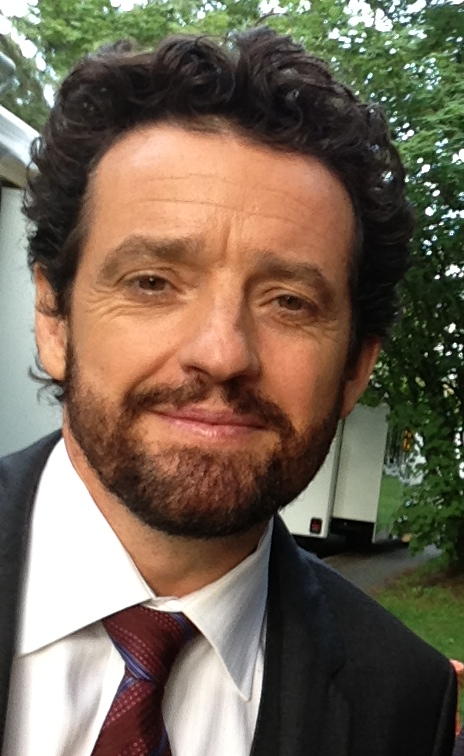
Louis Ferreira (2013)

Louis Ferreira (* 20. Februar 1967 in Terceira, Portugal), auch bekannt als Justin Louis, ist ein kanadischer Schauspieler portugiesischer Herkunft.

## Karriere
Ferreiras Eltern wanderten nach Kanada aus, als er noch ein Kind war. Dort wuchs er in North York, einem Stadtteil von Toronto, auf. Seine Schauspielkarriere begann Mitte der 1980er Jahre mit kleineren Nebenrollen in vorwiegend kanadischen Produktionen. Es folgten größere Rollen sowie Gastauftritte in international erfolgreichen Serien. Von 2003 bis 2006 spielte er eine Hauptrolle in der Serie Missing – Verzweifelt gesucht. Für seine Rolle in der kanadischen Krimiserie Durham County – Im Rausch der Gewalt wurde Ferreira 2008 mit dem Gemini Award ausgezeichnet. Ab 2009 war er in der Science-Fiction-Serie Stargate Universe als Colonel Everett Young zu sehen. Am 16. Dezember 2010 gab Syfy die Absetzung der Serie bekannt, die letzten Folgen wurden im Frühjahr 2011 im US-amerikanischen Fernsehen ausgestrahlt.
Den Künstlernamen Justin Louis nahm Ferreira auf Anraten hin zu Beginn seiner Schauspielkarriere an. 2009 fasste er den Entschluss, den Künstlernamen abzulegen und unter seinem richtigen Namen weiterzuarbeiten.

## Filmografie (Auswahl)
- 1986: Höllengefängnis (Doing Life, Fernsehfilm)
- 1986–1988: Nachtstreife (Night Heat, Fernsehserie, 4 Folgen, verschiedene Rollen)
- 1987: Mary Lou (Hello Mary Lou: Prom Night II)
- 1988, 1989: Erben des Fluchs (Friday the 13th: The Series, Fernsehserie, 2 Folgen, verschiedene Rollen)
- 1990: 21 Jump Street – Tatort Klassenzimmer (21 Jump Street, Fernsehserie, Folge 5x02 Back to School)
- 1991: Naked Lunch
- 1991–1992: Urban Angel (Fernsehserie, 15 Folgen)
- 1994: Monster Force (Fernsehserie, 13 Folgen)
- 1995: Highlander (Fernsehserie, Folge 4x04 Leader of the Pack)
- 1995, 1999: Outer Limits – Die unbekannte Dimension (The Outer Limits, Fernsehserie, 2 Folgen, verschiedene Rollen)
- 1996: Local Heroes (Fernsehserie, 7 Folgen)
- 1996: Public Morals – Die Rotlicht-Cops (Public Morals, Fernsehserie, 12 Folgen)
- 1998: Der Sentinel – Im Auge des Jägers (The Sentinel, Fernsehserie, Folge 3x15 Finkelman’s Folly)
- 1998: Millennium – Fürchte deinen Nächsten wie Dich selbst (Millennium, Fernsehserie, Folge 2x14 The Pest House)
- 1998: Trinity (Fernsehserie, 3 Folgen)
- 1998: Star Trek: Raumschiff Voyager (Star Trek: Voyager, Fernsehserie, Folge 5x05 Once Upon a Time)
- 2000: Emergency Room – Die Notaufnahme (ER, Fernsehserie, Folge 6x11 The Domino Heart)
- 2000: Battery Park (Fernsehserie, 6 Folgen)
- 2001: The Fighting Fitzgeralds (Fernsehserie, 10 Folgen)
- 2002: Mutant X (Fernsehserie, Folge 1x19 Traumfänger)
- 2002: Relic Hunter – Die Schatzjägerin (Fernsehserie, 1 Folge)
- 2002–2003: Hidden Hills (Fernsehserie, 17 Folgen)
- 2003: 24 (Fernsehserie, 2 Folgen)
- 2004: Dawn of the Dead
- 2004: Chestnut – Der Held vom Central Park (Chestnut: Hero of Central Park)
- 2004–2006: Missing – Verzweifelt gesucht (1-800-Missing, Fernsehserie, 37 Folgen)
- 2005: CSI: Den Tätern auf der Spur (CSI: Crime Scene Investigation, Fernsehserie, Folge 5x13 Nesting Dolls)
- 2005: Trump Unauthorized (Fernsehfilm)
- 2006: CSI: Miami (Fernsehserie, Folge 4x20 Free Fall)
- 2006: The Marsh – Der Sumpf (The Marsh)
- 2007: Saw IV
- 2007: Shooter
- 2007: Durham County – Im Rausch der Gewalt (Durham County, Fernsehserie, 6 Folgen)
- 2008: Andromeda – Tödlicher Staub aus dem All (The Andromeda Strain)
- 2009: Criminal Minds (Fernsehserie, Folge 4x18 Omnivore)
- 2009–2010: The Dating Guy (Fernsehserie, 6 Folgen)
- 2009–2011: Stargate Universe (Fernsehserie, 40 Folgen)
- 2012: Navy CIS (NCIS, Fernsehserie, Folge 9x13 A Desperate Man)
- 2012: Touch (Fernsehserie, Folge 1x09 Music of the Spheres)
- 2012–2013: Breaking Bad (Fernsehserie, 3 Folgen)
- 2013: Primeval: New World (Fernsehserie)
- 2013: Rookie Blue (Fernsehserie, 2 Folgen)
- 2013–2016: Motive (Fernsehserie, 51 Folgen)
- 2015: The Romeo Section (Fernsehserie, 6 Folgen)
- 2016–2017: Travelers – Die Reisenden (Travelers, Fernsehserie, 3 Folgen)
- 2017–2024: S.W.A.T (Fernsehserie, 9 Folgen)
- 2018: Bad Blood (Fernsehserie, 7 Folgen)
- 2019: The Man in the High Castle (Fernsehserie, 6 Folgen)
- 2020: Westworld (Fernsehserie, 1 Folge)
- 2021: Riverdale (Fernsehserie, 1 Folge)
- 2022: The Adventures of Peanut and Pig
- 2025: Das Haus David (House of David, Miniserie)

## Videospiel
- 2016: Dead Rising 4 (PMCs Synchronisation)